# Мартиникский амазон
Мартиникский амазон (лат. Amazona martinicana) — вид вымерших птиц семейства попугаевых. Возможно был подвидом императорского амазона (Amazona imperialis).

## Внешний вид
Голова, затылок и нижняя часть были серые, спина — зелёная. Считается, что этот попугай был очень похож на также вымершего фиолетового амазона (Amazona violacea). Впервые об этом попугае упоминает Жан Батист Лаба в 1742 году.

## Распространение
Обитал на острове Мартиника (Малые Антильские острова).

## Образ жизни
Считается, что этот вид вымер до 1800 года, скорее всего из-за разрушения естественной среды обитания.